# Aurelia gens
Az Aurelii gens (Arany család) az ókori Róma egyik vezető patricius nemzetsége volt. Tagjainak nőtagjait általában Aurelia, férfi tagjait Aurelius néven nevezték.

## Tagjai
- Lucius Aurelius Cotta, consul i. e. 144-ben
- Lucius Aurelius Cotta, consul i. e. 119-ben
- Aurelia Cotta, Caesar, a diktátor anyja
- Gaius Aurelius Cotta, consul i. e. 75-ben
- Marcus Cotta, consul i. e. 74-ben
- Lucius Cotta, consul i. e. 65-ben
- Lucius Aurelius Orestes, consul
- Titus Aurelius Fuluus, consul
- Titus Aurelius Fuluus Boionius Arrius Antoninus, consul
- Antoninus Pius, római császárr
- Marcus Aurelius, római császár
- (Marcus Aurelius) Commodus, római császár
- Lucilla, Commodus testvére
- Lucius Aurelius Gallus, consul
- Lucius Domitius Aurelianus római császár

## Fordítás
- Ez a szócikk részben vagy egészben  az   Aurelii című angol Wikipédia-szócikk fordításán alapul.  Az eredeti cikk szerkesztőit annak laptörténete sorolja fel. Ez a jelzés csupán a megfogalmazás eredetét és a szerzői jogokat jelzi, nem szolgál a cikkben szereplő információk forrásmegjelöléseként.